# Éclipse solaire du 10 mai 2013
Une éclipse solaire annulaire a eu lieu le 10 mai 2013, c'est la 10e éclipse annulaire du XXIe siècle.

## Visibilité
La phase annulaire a été visible depuis l'Australie du Nord et de l'océan Pacifique, avec le maximum de 6 minutes 3 secondes dans l'océan Pacifique à l'est de la Polynésie française.

## Carte animée de l'éclipse

## Images

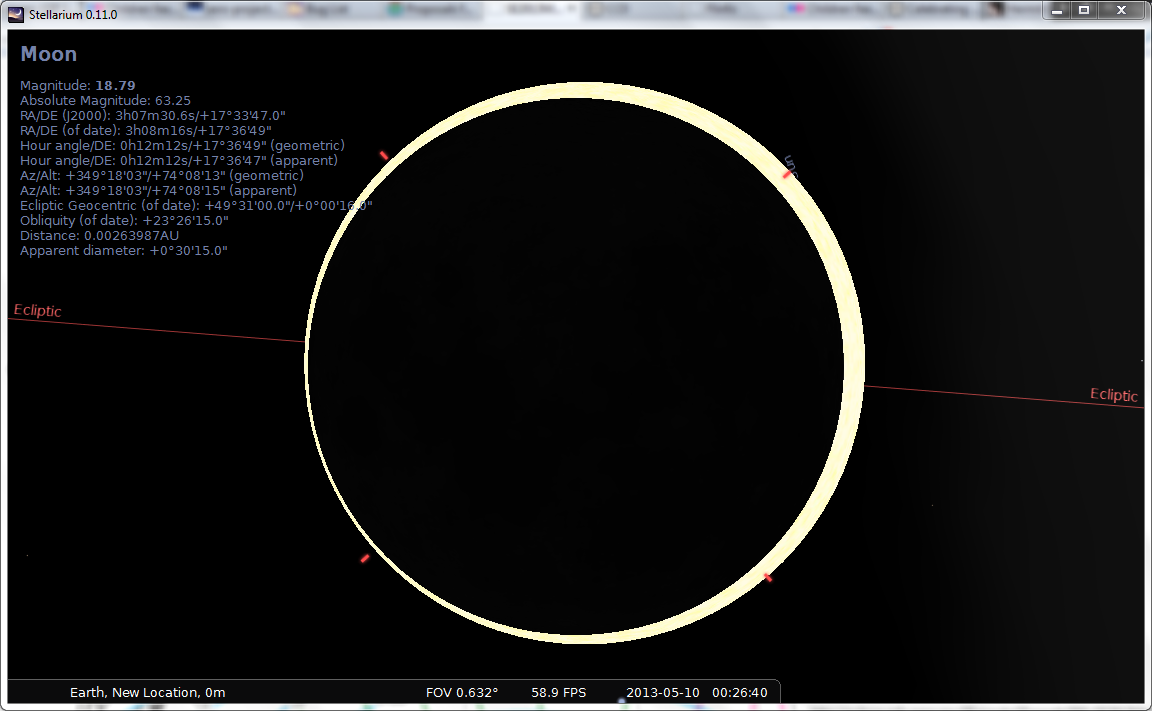
Simulation de la phase annulaire de cette éclipse.
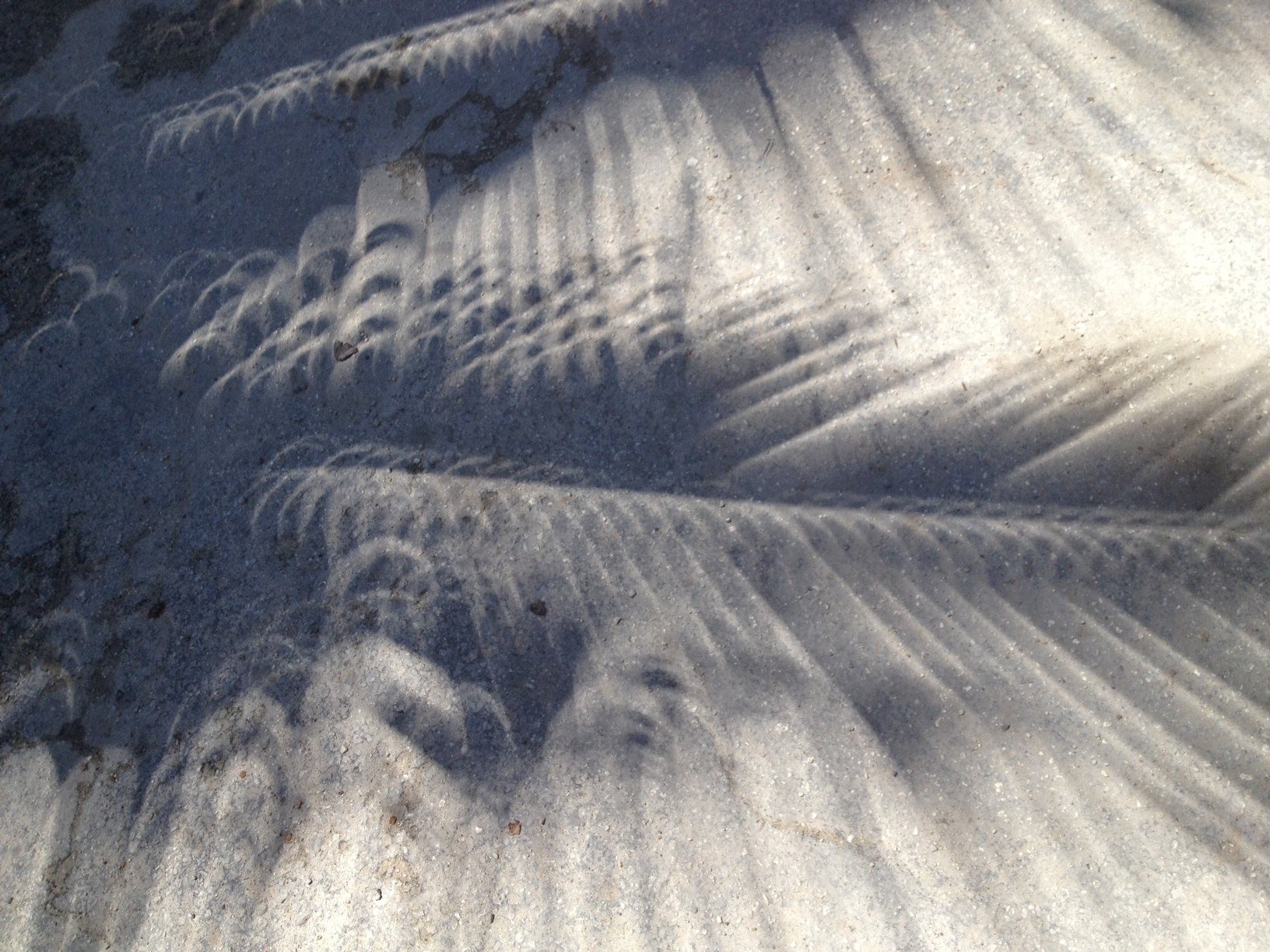
Croissants d'éclipse dans l'ombre des feuilles de palmier. Depuis Tarawa, Kiribati à 12:30 heure locale (00:30 UMT).